# Jackson Irvine
Jackson Alexander Irvine (Melbourne, 7 marzo 1993) è un calciatore australiano con cittadinanza scozzese, centrocampista del St. Pauli e della nazionale australiana.

## Carriera

### Club
Ha giocato nella prima divisione scozzese.

### Nazionale
Dopo aver rappresentato la nazionale under-19 scozzese, ha optato per rappresentare l'Australia. Dopo avere giocato con l'Under-20 australiana, ha debuttato in Nazionale maggiore il 15 ottobre 2013 in amichevole contro il Canada.

## Statistiche

### Presenze e reti nei club
Statistiche aggiornate al 21 dicembre 2024.
| Stagione             | Squadra              | Campionato           | Campionato | Campionato | Coppe nazionali | Coppe nazionali | Coppe nazionali | Coppe continentali | Coppe continentali | Coppe continentali | Altre coppe | Altre coppe | Altre coppe | Totale | Totale |
| Stagione             | Squadra              | Comp                 | Pres       | Reti       | Comp            | Pres            | Reti            | Comp               | Pres               | Reti               | Comp        | Pres        | Reti        | Pres   | Reti   |
| -------------------- | -------------------- | -------------------- | ---------- | ---------- | --------------- | --------------- | --------------- | ------------------ | ------------------ | ------------------ | ----------- | ----------- | ----------- | ------ | ------ |
| 2012-2013            | Celtic               | SPL                  | 1          | 0          | SC+CdL          | 0+0             | 0+0             | UCL                | -                  | -                  | -           | -           | -           | 1      | 0      |
| 2013-2014            | Kilmarnock           | SPL                  | 27         | 1          | SC+CdL          | 1+1             | 0+0             | -                  | -                  | -                  | -           | -           | -           | 29     | 1      |
| 2014-2015            | Ross County          | SPL                  | 28         | 2          | SC+CdL          | 1+1             | 0+0             | -                  | -                  | -                  | -           | -           | -           | 30     | 2      |
| 2015-2016            | Ross County          | SPL                  | 36         | 2          | SC+CdL          | 4+5             | 0+1             | -                  | -                  | -                  | -           | -           | -           | 45     | 3      |
| Totale Ross County   | Totale Ross County   | Totale Ross County   | 64         | 4          |                 | 11              | 1               |                    | -                  | -                  |             | -           | -           | 75     | 5      |
| 2016-2017            | Burton Albion        | FLC                  | 42         | 10         | FACup+CdL       | 0+2             | 0+0             | -                  | -                  | -                  | -           | -           | -           | 44     | 10     |
| ago. 2017            | Burton Albion        | FLC                  | 3          | 1          | FACup+CdL       | 0+2             | 0+0             | -                  | -                  | -                  | -           | -           | -           | 5      | 1      |
| Totale Burton Albion | Totale Burton Albion | Totale Burton Albion | 45         | 11         |                 | 4               | 0               |                    | -                  | -                  |             | -           | -           | 49     | 11     |
| 2017-2018            | Hull City            | FLC                  | 34         | 2          | FACup+CdL       | 3+0             | 0+0             | -                  | -                  | -                  | -           | -           | -           | 37     | 2      |
| 2018-2019            | Hull City            | FLC                  | 38         | 6          | FACup+CdL       | 0+1             | 0+0             | -                  | -                  | -                  | -           | -           | -           | 39     | 6      |
| 2019-2020            | Hull City            | FLC                  | 35         | 2          | FACup+CdL       | 1+0             | 0+0             | -                  | -                  | -                  | -           | -           | -           | 36     | 2      |
| Totale Hull City     | Totale Hull City     | Totale Hull City     | 107        | 10         |                 | 5               | 0               |                    | -                  | -                  |             | -           | -           | 112    | 10     |
| 2020-2021            | Hibernian            | SPL                  | 15         | 0          | SC+CdL          | 5+1             | 1+0             | -                  | -                  | -                  | -           | -           | -           | 21     | 1      |
| 2021-2022            | St. Pauli            | 2BL                  | 28         | 1          | CG              | 3               | 0               | -                  | -                  | -                  | -           | -           | -           | 31     | 1      |
| 2022-2023            | St. Pauli            | 2BL                  | 33         | 8          | CG              | 2               | 0               | -                  | -                  | -                  | -           | -           | -           | 35     | 8      |
| 2023-2024            | St. Pauli            | 2BL                  | 27         | 6          | CG              | 3               | 0               | -                  | -                  | -                  | -           | -           | -           | 30     | 6      |
| 2024-2025            | St. Pauli            | BL                   | 15         | 0          | CG              | 2               | 0               |                    | -                  | -                  |             | -           | -           | 17     | 0      |
| Totale St. Pauli     | Totale St. Pauli     | Totale St. Pauli     | 103        | 15         |                 | 10              | 0               |                    | -                  | -                  |             | -           | -           | 113    | 15     |
| Totale carriera      | Totale carriera      | Totale carriera      | 362        | 41         |                 | 38              | 2               |                    | -                  | -                  |             | -           | -           | 400    | 43     |

### Cronologia presenze e reti in nazionale
| Cronologia completa delle presenze e delle reti in nazionale ― Australia | Cronologia completa delle presenze e delle reti in nazionale ― Australia | Cronologia completa delle presenze e delle reti in nazionale ― Australia | Cronologia completa delle presenze e delle reti in nazionale ― Australia | Cronologia completa delle presenze e delle reti in nazionale ― Australia | Cronologia completa delle presenze e delle reti in nazionale ― Australia | Cronologia completa delle presenze e delle reti in nazionale ― Australia | Cronologia completa delle presenze e delle reti in nazionale ― Australia |
| Data                                                                     | Città                                                                    | In casa                                                                  | Risultato                                                                | Ospiti                                                                   | Competizione                                                             | Reti                                                                     | Note                                                                     |
| ------------------------------------------------------------------------ | ------------------------------------------------------------------------ | ------------------------------------------------------------------------ | ------------------------------------------------------------------------ | ------------------------------------------------------------------------ | ------------------------------------------------------------------------ | ------------------------------------------------------------------------ | ------------------------------------------------------------------------ |
| 15-10-2013                                                               | Londra                                                                   | Canada                                                                   | 0 – 3                                                                    | Australia                                                                | Amichevole                                                               | -                                                                        | 84’                                                                      |
| 3-9-2015                                                                 | Perth                                                                    | Australia                                                                | 5 – 0                                                                    | Bangladesh                                                               | Qual. Mondiali 2018                                                      | -                                                                        | 76’                                                                      |
| 27-5-2016                                                                | Sunderland                                                               | Inghilterra                                                              | 2 – 1                                                                    | Australia                                                                | Amichevole                                                               | -                                                                        | 84’                                                                      |
| 4-6-2016                                                                 | Sydney                                                                   | Australia                                                                | 1 – 0                                                                    | Grecia                                                                   | Amichevole                                                               | -                                                                        | 81’                                                                      |
| 1-9-2016                                                                 | Perth                                                                    | Australia                                                                | 2 – 0                                                                    | Iraq                                                                     | Qual. Mondiali 2018                                                      | -                                                                        | 78’                                                                      |
| 6-10-2016                                                                | Riad                                                                     | Arabia Saudita                                                           | 2 – 2                                                                    | Australia                                                                | Qual. Mondiali 2018                                                      | -                                                                        | 85’                                                                      |
| 15-11-2016                                                               | Bangkok                                                                  | Thailandia                                                               | 2 – 2                                                                    | Australia                                                                | Qual. Mondiali 2018                                                      | -                                                                        | 79’ 90’                                                                  |
| 23-3-2017                                                                | Baghdad                                                                  | Iraq                                                                     | 1 – 1                                                                    | Australia                                                                | Qual. Mondiali 2018                                                      | -                                                                        | 82’                                                                      |
| 28-3-2017                                                                | Sydney                                                                   | Australia                                                                | 2 – 0                                                                    | Emirati Arabi Uniti                                                      | Qual. Mondiali 2018                                                      | 1                                                                        | 81’                                                                      |
| 8-6-2017                                                                 | Sydney                                                                   | Australia                                                                | 3 – 2                                                                    | Arabia Saudita                                                           | Qual. Mondiali 2018                                                      | -                                                                        | 63’                                                                      |
| 13-6-2017                                                                | Melbourne                                                                | Australia                                                                | 0 – 4                                                                    | Brasile                                                                  | Amichevole                                                               | -                                                                        | 57’                                                                      |
| 22-6-2017                                                                | San Pietroburgo                                                          | Camerun                                                                  | 1 – 1                                                                    | Australia                                                                | Conf. Cup 2017 - 1º turno                                                | -                                                                        | 79’                                                                      |
| 25-6-2017                                                                | Mosca                                                                    | Cile                                                                     | 1 – 1                                                                    | Australia                                                                | Conf. Cup 2017 - 1º turno                                                | -                                                                        |                                                                          |
| 31-8-2017                                                                | Saitama                                                                  | Giappone                                                                 | 2 – 0                                                                    | Australia                                                                | Qual. Mondiali 2018                                                      | -                                                                        | 86’                                                                      |
| 10-11-2017                                                               | San Pedro Sula                                                           | Honduras                                                                 | 0 – 0                                                                    | Australia                                                                | Qual. Mondiali 2018                                                      | -                                                                        | 74’                                                                      |
| 23-3-2018                                                                | Oslo                                                                     | Norvegia                                                                 | 4 – 1                                                                    | Australia                                                                | Amichevole                                                               | 1                                                                        | 61’                                                                      |
| 27-3-2018                                                                | Londra                                                                   | Colombia                                                                 | 0 – 0                                                                    | Australia                                                                | Amichevole                                                               | -                                                                        | 90+2’                                                                    |
| 1-6-2018                                                                 | Sankt Pölten                                                             | Australia                                                                | 4 – 0                                                                    | Rep. Ceca                                                                | Amichevole                                                               | -                                                                        | 66’                                                                      |
| 9-6-2018                                                                 | Budapest                                                                 | Ungheria                                                                 | 1 – 2                                                                    | Australia                                                                | Amichevole                                                               | -                                                                        | 64’                                                                      |
| 16-6-2018                                                                | Kazan'                                                                   | Francia                                                                  | 2 – 1                                                                    | Australia                                                                | Mondiali 2018 - 1º turno                                                 | -                                                                        | 72’                                                                      |
| 21-6-2018                                                                | Samara                                                                   | Danimarca                                                                | 1 – 1                                                                    | Australia                                                                | Mondiali 2018 - 1º turno                                                 | -                                                                        | 82’                                                                      |
| 26-6-2018                                                                | Soči                                                                     | Australia                                                                | 0 – 2                                                                    | Perù                                                                     | Mondiali 2018 - 1º turno                                                 | -                                                                        | 72’                                                                      |
| 15-10-2018                                                               | Al Kuwait                                                                | Kuwait                                                                   | 0 – 4                                                                    | Australia                                                                | Amichevole                                                               | -                                                                        | 76’                                                                      |
| 20-11-2018                                                               | Sydney                                                                   | Australia                                                                | 3 – 0                                                                    | Libano                                                                   | Amichevole                                                               | -                                                                        |                                                                          |
| 30-12-2018                                                               | Dubai                                                                    | Oman                                                                     | 0 – 5                                                                    | Australia                                                                | Amichevole                                                               | 1                                                                        | 72’                                                                      |
| 6-1-2019                                                                 | al-'Ayn                                                                  | Australia                                                                | 0 – 1                                                                    | Giordania                                                                | Coppa d'Asia 2019 - 1º turno                                             | -                                                                        | 74’                                                                      |
| 11-1-2019                                                                | Dubai                                                                    | Palestina                                                                | 0 – 3                                                                    | Australia                                                                | Coppa d'Asia 2019 - 1º turno                                             | -                                                                        |                                                                          |
| 15-1-2019                                                                | al-'Ayn                                                                  | Australia                                                                | 3 – 2                                                                    | Siria                                                                    | Coppa d'Asia 2019 - 1º turno                                             | -                                                                        |                                                                          |
| 21-1-2019                                                                | al-'Ayn                                                                  | Australia                                                                | 0 – 0 dts (4 – 2 dtr)                                                    | Uzbekistan                                                               | Coppa d'Asia 2019 - Ottavi di finale                                     | -                                                                        |                                                                          |
| 25-1-2019                                                                | al-'Ayn                                                                  | Emirati Arabi Uniti                                                      | 1 – 0                                                                    | Australia                                                                | Coppa d'Asia 2019 - Quarti di finale                                     | -                                                                        | 90+7’                                                                    |
| 10-9-2019                                                                | Al Kuwait                                                                | Kuwait                                                                   | 0 – 3                                                                    | Australia                                                                | Qual. Mondiali 2022                                                      | -                                                                        | 82’                                                                      |
| 10-10-2019                                                               | Canberra                                                                 | Australia                                                                | 5 – 0                                                                    | Nepal                                                                    | Qual. Mondiali 2022                                                      | -                                                                        |                                                                          |
| 15-10-2019                                                               | Kaohsiung                                                                | Taipei cinese                                                            | 1 – 7                                                                    | Australia                                                                | Qual. Mondiali 2022                                                      | 2                                                                        |                                                                          |
| 14-11-2019                                                               | Amman                                                                    | Giordania                                                                | 0 – 1                                                                    | Australia                                                                | Qual. Mondiali 2022                                                      | -                                                                        |                                                                          |
| 3-6-2021                                                                 | Al Kuwait                                                                | Australia                                                                | 3 – 0                                                                    | Kuwait                                                                   | Qual. Mondiali 2022                                                      | 1                                                                        |                                                                          |
| 11-6-2021                                                                | Al Kuwait                                                                | Nepal                                                                    | 0 – 3                                                                    | Australia                                                                | Qual. Mondiali 2022                                                      | -                                                                        |                                                                          |
| 15-6-2021                                                                | Al Kuwait                                                                | Australia                                                                | 1 – 0                                                                    | Giordania                                                                | Qual. Mondiali 2022                                                      | -                                                                        |                                                                          |
| 2-9-2021                                                                 | Doha                                                                     | Australia                                                                | 3 – 0                                                                    | Cina                                                                     | Qual. Mondiali 2022                                                      | -                                                                        |                                                                          |
| 5-9-2021                                                                 | Hanoi                                                                    | Vietnam                                                                  | 0 – 1                                                                    | Australia                                                                | Qual. Mondiali 2022                                                      | -                                                                        |                                                                          |
| 7-10-2021                                                                | Doha                                                                     | Australia                                                                | 3 – 1                                                                    | Oman                                                                     | Qual. Mondiali 2022                                                      | -                                                                        | 78’ 80’                                                                  |
| 12-10-2021                                                               | Saitama                                                                  | Giappone                                                                 | 2 – 1                                                                    | Australia                                                                | Qual. Mondiali 2022                                                      | -                                                                        |                                                                          |
| 11-11-2021                                                               | Sydney                                                                   | Australia                                                                | 0 – 0                                                                    | Arabia Saudita                                                           | Qual. Mondiali 2022                                                      | -                                                                        |                                                                          |
| 16-11-2021                                                               | Sharjah                                                                  | Cina                                                                     | 1 – 1                                                                    | Australia                                                                | Qual. Mondiali 2022                                                      | -                                                                        |                                                                          |
| 27-1-2022                                                                | Melbourne                                                                | Australia                                                                | 4 – 0                                                                    | Vietnam                                                                  | Qual. Mondiali 2022                                                      | -                                                                        |                                                                          |
| 1-2-2022                                                                 | Mascate                                                                  | Oman                                                                     | 2 – 2                                                                    | Australia                                                                | Qual. Mondiali 2022                                                      | -                                                                        |                                                                          |
| 1-6-2022                                                                 | Al Wakrah                                                                | Australia                                                                | 2 – 1                                                                    | Giordania                                                                | Amichevole                                                               | -                                                                        | 46’                                                                      |
| 7-6-2022                                                                 | Ar Rayyan                                                                | Emirati Arabi Uniti                                                      | 1 – 2                                                                    | Australia                                                                | Qual. Mondiali 2022                                                      | 1                                                                        |                                                                          |
| 13-6-2022                                                                | Ar Rayyan                                                                | Australia                                                                | 0 – 0 dts (5 – 4 dtr)                                                    | Perù                                                                     | Qual. Mondiali 2022                                                      | -                                                                        |                                                                          |
| 22-9-2022                                                                | Brisbane                                                                 | Australia                                                                | 1 – 0                                                                    | Nuova Zelanda                                                            | Amichevole                                                               | -                                                                        | 50’ 87’                                                                  |
| 22-11-2022                                                               | Al Wakrah                                                                | Francia                                                                  | 4 – 1                                                                    | Australia                                                                | Mondiali 2022 - 1º turno                                                 | -                                                                        | 80’ 85’                                                                  |
| 26-11-2022                                                               | Al Wakrah                                                                | Tunisia                                                                  | 0 – 1                                                                    | Australia                                                                | Mondiali 2022 - 1º turno                                                 | -                                                                        |                                                                          |
| 30-11-2022                                                               | Al Wakrah                                                                | Australia                                                                | 1 – 0                                                                    | Danimarca                                                                | Mondiali 2022 - 1º turno                                                 | -                                                                        |                                                                          |
| 3-12-2022                                                                | Al Rayyan                                                                | Argentina                                                                | 2 – 1                                                                    | Australia                                                                | Mondiali 2022 - Ottavi di finale                                         | -                                                                        | 15’                                                                      |
| 24-3-2023                                                                | Sydney                                                                   | Australia                                                                | 3 – 1                                                                    | Ecuador                                                                  | Amichevole                                                               | 1                                                                        | 90’                                                                      |
| 28-3-2023                                                                | Melbourne                                                                | Australia                                                                | 1 – 2                                                                    | Ecuador                                                                  | Amichevole                                                               | -                                                                        |                                                                          |
| 9-9-2023                                                                 | Arlington                                                                | Messico                                                                  | 2 – 2                                                                    | Australia                                                                | Amichevole                                                               | -                                                                        | 88’                                                                      |
| 13-10-2023                                                               | Londra                                                                   | Inghilterra                                                              | 1 – 0                                                                    | Australia                                                                | Amichevole                                                               | -                                                                        | 79’                                                                      |
| 17-10-2023                                                               | Londra                                                                   | Australia                                                                | 2 – 0                                                                    | Nuova Zelanda                                                            | Amichevole                                                               | 1                                                                        | 66’                                                                      |
| 16-11-2023                                                               | Melbourne                                                                | Australia                                                                | 7 – 0                                                                    | Bangladesh                                                               | Qual. Mondiali 2026                                                      | -                                                                        | 46’                                                                      |
| 21-11-2023                                                               | Al Kuwait                                                                | Palestina                                                                | 0 – 1                                                                    | Australia                                                                | Qual. Mondiali 2026                                                      | -                                                                        |                                                                          |
| 6-1-2024                                                                 | Abu Dhabi                                                                | Bahrein                                                                  | 0 – 2                                                                    | Australia                                                                | Amichevole                                                               | -                                                                        | Cap.                                                                     |
| 13-1-2024                                                                | Al Rayyan                                                                | Australia                                                                | 2 – 0                                                                    | India                                                                    | Coppa d'Asia 2023 - 1º turno                                             | 1                                                                        |                                                                          |
| 18-1-2024                                                                | Doha                                                                     | Siria                                                                    | 0 – 1                                                                    | Australia                                                                | Coppa d'Asia 2023 - 1º turno                                             | 1                                                                        |                                                                          |
| 23-1-2024                                                                | Al Wakrah                                                                | Australia                                                                | 1 – 1                                                                    | Uzbekistan                                                               | Coppa d'Asia 2023 - 1º turno                                             | -                                                                        |                                                                          |
| 28-1-2024                                                                | Al Rayyan                                                                | Australia                                                                | 4 – 0                                                                    | Indonesia                                                                | Coppa d'Asia 2023 - Ottavi di finale                                     | -                                                                        |                                                                          |
| 2-2-2024                                                                 | Al Wakrah                                                                | Australia                                                                | 1 – 2 dts                                                                | Corea del Sud                                                            | Coppa d'Asia 2023 - Quarti di finale                                     | -                                                                        |                                                                          |
| 21-3-2024                                                                | Sydney                                                                   | Australia                                                                | 2 – 0                                                                    | Libano                                                                   | Qual. Mondiali 2026                                                      | -                                                                        |                                                                          |
| 26-3-2024                                                                | Canberra                                                                 | Libano                                                                   | 0 – 5                                                                    | Australia                                                                | Qual. Mondiali 2026                                                      | -                                                                        |                                                                          |
| 6-6-2024                                                                 | Dacca                                                                    | Bangladesh                                                               | 0 – 2                                                                    | Australia                                                                | Qual. Mondiali 2026                                                      | -                                                                        | 77’                                                                      |
| 11-6-2024                                                                | Perth                                                                    | Australia                                                                | 5 – 0                                                                    | Palestina                                                                | Qual. Mondiali 2026                                                      | -                                                                        | Cap. 75’                                                                 |
| 5-9-2024                                                                 | Gold Coast                                                               | Australia                                                                | 0 – 1                                                                    | Bahrein                                                                  | Qual. Mondiali 2026                                                      | -                                                                        |                                                                          |
| 10-9-2024                                                                | Giacarta                                                                 | Indonesia                                                                | 0 – 0                                                                    | Australia                                                                | Qual. Mondiali 2026                                                      | -                                                                        |                                                                          |
| 10-10-2024                                                               | Adelaide                                                                 | Australia                                                                | 3 – 1                                                                    | Cina                                                                     | Qual. Mondiali 2026                                                      | -                                                                        | Cap.                                                                     |
| 15-10-2024                                                               | Saitama                                                                  | Giappone                                                                 | 1 – 1                                                                    | Australia                                                                | Qual. Mondiali 2026                                                      | -                                                                        | cap.                                                                     |
| 14-11-2024                                                               | Melbourne                                                                | Australia                                                                | 0 – 0                                                                    | Arabia Saudita                                                           | Qual. Mondiali 2026                                                      | -                                                                        | Cap.                                                                     |
| 19-11-2024                                                               | Riffa                                                                    | Bahrein                                                                  | 2 – 2                                                                    | Australia                                                                | Qual. Mondiali 2026                                                      | -                                                                        | 62’                                                                      |
| 20-3-2025                                                                | Sydney                                                                   | Australia                                                                | 5 – 1                                                                    | Indonesia                                                                | Qual. Mondiali 2026                                                      | 2                                                                        |                                                                          |
| 25-3-2025                                                                | Hangzhou                                                                 | Cina                                                                     | 0 – 2                                                                    | Australia                                                                | Qual. Mondiali 2026                                                      | 1                                                                        |                                                                          |
| Totale                                                                   |                                                                          | Presenze                                                                 | 78                                                                       |                                                                          | Reti                                                                     | 14                                                                       |                                                                          |

## Palmarès

### Club

#### Competizioni nazionali
- Campionato scozzese: 1

Celtic: 2012-2013
- Scottish League Cup: 1

Ross County: 2015-2016
- Campionato tedesco di seconda divisione: 1

St. Pauli: 2023-2024